# Yuzuru Hanyu
Yuzuru Hanyu (Japans: 羽生結弦, Hanyū Yuzuru) (Sendai, 7 december 1994) is een Japans kunstschaatser en ijsshow-producent. Hanyu werd in 2014 zowel olympisch kampioen als wereldkampioen kunstschaatsen. Ook in 2017 veroverde hij de wereldtitel. Hij is tevens zesvoudig nationaal kampioen en op de Olympische Winterspelen in 2018 behaalde hij opnieuw goud.

## Biografie
Yuzuru Hanyu werd op 7 december 1994 geboren in Sendai. Hij begon op vierjarige leeftijd met schaatsen. Eind december 2006 deed hij voor het eerst mee aan de NK junioren. Hanyu behaalde de eerste twee deelnamen respectievelijk een zevende en derde plaats. In het seizoen 2008/09 legde hij beslag op de gouden medaille, wat hem een ticket naar de WK junioren opleverde. Daar werd hij twaalfde. Het jaar erop won hij nogmaals de NK junioren en behaalde hij tevens de gouden medaille bij de WK junioren.
Vanaf het seizoen 2010/11 kwam hij internationaal uit op de wedstrijden voor de senioren. Hanyu werd na een goed resultaat op de nationale kampioenschappen afgevaardigd naar het Viercontinentenkampioenschap, waar hij zilver won. Bij zijn tweede en laatste deelname op dit kampioenschap won hij in 2012/13 weer zilver, werd vierde op het WK en werd voor het eerst nationaal kampioen bij de senioren. Zijn successeizoen werd 2013/14, toen hij - voor het eerst sinds Aleksej Jagoedin dat in 2002 deed - alle belangrijke internationale titels won. Hanyu won de gouden medaille bij de Olympische Winterspelen 2014 in Sotsji, de WK 2014 en de Grand Prix-finale. Hij kreeg tijdens de Olympische Spelen 101.45 punten in de korte kür, waarmee hij bovendien de eerste man werd met meer dan honderd punten in de korte kür. Ook werd hij weer nationaal kampioen. In 2014/15 en 2015/16 behaalde hij beide seizoenen de zilveren medaille bij de WK en won hij de ISU GP-finales en het nationaal kampioenschap.

## Records
Yuzuru Hanyu heeft negentien keer verschillende wereldrecords verbroken, het meeste aantal keren sinds het nieuw ISU puntensysteem van 2004. Twaalf daarvan gebeurde tijdens het -3/+3 GOE (Grade of Execution) systeem en zeven tijdens het -5/+5 GOE systeem, geïntroduceerd in het 2018-19 seizoen. Hij was recordhouder van de lange kür, korte kür en de totaalscore, maar deze werden opgeschort en geclassificeerd als "historisch" na de introductie van het nieuw systeem. Hij is sinds het 2018-2019 seizoen de recordhouder van de korte kür met 111,82 punten. In 2014 werd hij de eerste man uit Azië die goud won voor soloschaatsen op de Olympische Winterspelen en de jongste man sinds Richard Button in 1948. In 2018 werd Yuzuru Hanyu tweevoudig olympisch kampioen, waarmee hij de eerste man werd die opeenvolgend olympisch goud behaald heeft sinds Buttons opeenvolgende titels in 1948 en 1952. In 2016 heeft Hanyu nog eens geschiedenis gemaakt met het uitvoeren van de eerste viervoudige loop in competitie. Hij is tevens ook de eerste kunstschaatser die meer dan 100 scoorde in de korte kür, meer dan 200 in de lange kür en meer dan 300 in de totaalscore.
| persoonlijke records | punten | datum      | toernooi                          |
| -------------------- | ------ | ---------- | --------------------------------- |
| Hoogste totaalscore  | 330.43 | 12-12-2015 | GP-finale                         |
| Hoogste korte kür    | 112.72 | 22-09-2017 | 2017 Autumn Classic International |
| Hoogste lange kür    | 223.20 | 01-04-2017 | WK                                |

## Belangrijke resultaten
| Kampioenschap                                     | 06/07 | 07/08 | 08/09 | 09/10 | 10/11         | 11/12         | 12/13         | 13/14         | 14/15         | 15/16         | 16/17         | 17/18         | 18/19         | 19/20         | 20/21         | 21/22         |
| ------------------------------------------------- | ----- | ----- | ----- | ----- | ------------- | ------------- | ------------- | ------------- | ------------- | ------------- | ------------- | ------------- | ------------- | ------------- | ------------- | ------------- |
| Olympische Spelen                                 |       |       |       |       |               |               |               | · 5e (team)   |               |               |               | Goud          |               |               |               |               |
| Wereldkampioenschap                               |       |       |       |       |               | Brons         | 4e            | Goud          | Zilver        | Zilver        | Goud          | t.z.t.        | Zilver        | *             | Brons         |               |
| Viercontinentenkampioenschap                      |       |       |       |       | Zilver        |               | Zilver        |               |               |               | Zilver        |               |               | Goud          | *             |               |
| Grand Prix-finale                                 |       |       |       |       |               | 4e            | Zilver        | Goud          | Goud          | Goud          | Goud          | t.z.t.        | t.z.t.        | Zilver        | *             | t.z.t.        |
| Nationaal kampioenschap                           |       |       | 8e    | 6e    | 4e            | Brons         | Goud          | Goud          | Goud          | Goud          | t.z.t.        | t.z.t.        | t.z.t.        | Zilver        | Goud          | Goud          |
| WK junioren                                       |       |       | 12e   | Goud  | geen deelname | geen deelname | geen deelname | geen deelname | geen deelname | geen deelname | geen deelname | geen deelname | geen deelname | geen deelname | geen deelname | geen deelname |
| Junior Grand Prix-finale                          |       |       |       | Goud  | geen deelname | geen deelname | geen deelname | geen deelname | geen deelname | geen deelname | geen deelname | geen deelname | geen deelname | geen deelname | geen deelname | geen deelname |
| NK junioren                                       | 7e    | Brons | Goud  | Goud  | geen deelname | geen deelname | geen deelname | geen deelname | geen deelname | geen deelname | geen deelname | geen deelname | geen deelname | geen deelname | geen deelname | geen deelname |
| * Afgelast naar aanleiding van de coronapandemie. |       |       |       |       |               |               |               |               |               |               |               |               |               |               |               |               |

t.z.t.= trok zich terug
1908: Ulrich Salchow ·
1920: Gillis Grafström ·
1924: Gillis Grafström ·
1928: Gillis Grafström ·
1932: Karl Schäfer ·
1936: Karl Schäfer ·
1948: Richard Button ·
1952: Richard Button ·
1956: Hayes Alan Jenkins ·
1960: David Jenkins ·
1964: Manfred Schnelldorfer ·
1968: Wolfgang Schwarz ·
1972: Ondrej Nepela ·
1976: John Curry ·
1980: Robin Cousins ·
1984: Scott Hamilton ·
1988: Brian Boitano ·
1992: Viktor Petrenko ·
1994: Aleksej Oermanov ·
1998: Ilja Koelik ·
2002: Aleksej Jagoedin ·
2006: Jevgeni Pljoesjtsjenko ·
2010: Evan Lysacek ·
2014: Yuzuru Hanyu ·
2018: Yuzuru Hanyu ·
2022: Nathan Chen
- CiNii: DA19574865
- International Standard Name Identifier: 0000 0004 0006 6800
- Library of Congress Control Number: no2014157423
- Bibliotheek van het Japanse parlement: 001107993
- Virtual International Authority File: 295585782
- WorldCat: E39PBJqBqdpw6kVqrRpCxVPJDq